# Linkker
Linkker ist ein finnischer Omnibushersteller. Das Unternehmen entwickelt und stellt elektrische Leichtbau-Busse aus Aluminium her.

## Hintergrund
Das Unternehmen entstand 2007 aus einem Forschungsprojekt. 2011 wurde der erste Elektrobus fertiggestellt. Die Karosserie in Leichtbauweise aus Aluminium ermöglicht ein geringes Gewicht und gute Energieeffizienz; die Batterie kann über einen Stromabnehmer (Pantograph) auf dem Dach an auf der Busroute verteilten Ladestationen schnellaufgeladen werden (3 Minuten für weitere 15 Kilometer), sodass das Batteriegewicht verhältnismäßig gering gehalten werden kann.
Im April 2017 waren bereits rund 20 Linkker-Busse in Finnland und Dänemark im regulären Einsatz; es lagen für rund 300 weitere Fahrzeuge Bestellungen vor.
Anfang Mai 2017 war ein Bus-Modell Linkker 12+ unter anderem auch in Berlin im Probeeinsatz.
Im Jahre 2020 wurde ein Vergleichsverfahren eingeleitet. Der damalige Geschäftsführer Sten Stockmann erklärte, dass man sich auf Elektromotoren, Akkus und flankierende Elektronik konzentrieren werde und nach damaligen Stand der Dinge (2020) nicht mehr Elektrobusse in Serie bauen werde.
Im August 2023 stellte das Unternehmen die Produktion ein, im Oktober 2023 wurde Insolvenz angemeldet.